# Åke Smedberg
Åke Smedberg, född 28 juni 1948 i Hjässberget, är en svensk författare.

## Biografi
Smedberg är uppvuxen i byn Hjässberget i Selångers socken utanför Sundsvall, men bor efter studier vid Stockholms universitet sedan mitten av 1970-talet i Uppsala. Han debuterade som lyriker 1976 med diktsamlingen Inpå benen, men har senare företrädesvis skrivit prosa, och har belönats med ett flertal litterära priser.
Han räknas som en av våra främsta novellister. I motiveringen till Aftonbladets litteraturpris står det om hans novellkonst: "Åke Smedberg skildrar i sina berättelser ofta ensamma, olyckliga människor vilkas tillvaro håller på att brista. Ändå ger läsningen av Smedbergs berättelser en märkvärdig känsla av rening och befrielse. Den befriande kraften i dessa berättelser har två källor. Först språket, Smedberg skriver en ren och klar prosa, exakt och expressiv, utan utsvävningar i adjektiv och metaforer. Den andra källan är hans intensiva solidaritet."
Han har även publicerat tre uppmärksammade kriminalromaner, med den lakoniske frilansjournalisten John Lean Nielsen som huvudperson. År 2001 tilldelades han Svenska Deckarakademins debutantpris för den första av dessa, Försvinnanden. 
Smedbergs kriminalromaner har översatts till ett flertal språk. Hans noveller finns presenterade på franska, och ett urval berättelser ur samlingen Hässja har översatts till engelska.
År 2018 var Åke Smedberg nominerad till Sveriges Radios Novellpris för novellen "Nu".

## Priser och utmärkelser
- 1993 – Aftonbladets litteraturpris
- 2000 – De Nios Vinterpris
- 2000 – Lundequistska bokhandelns litteraturpris
- 2001 – Debutant-diplomet för Försvinnanden
- 2001 – Ivar Lo-priset
- 2002 – Lars Ahlin-stipendiet
- 2011 – Uppsala kommuns stipendium till Jan Fridegårds minne[3]
- 2016 – Ludvig Nordström-priset
- 2017 – Stina Aronsons pris
- 2022 – Elsiepriset